# Gaspar Villafañe
Gaspar Julián de Villafañe (La Rioja, 1789 - septiembre de 1845) fue un militar y político argentino, que ejerció como gobernador de la Provincia de La Rioja en tiempos del caudillo Facundo Quiroga.

## Biografía
Descendiente del poderoso clan de los Villafañe, estudió en Buenos Aires y se dedicó al comercio en esa ciudad. Participó en la lucha contra las Invasiones Inglesas, y formó en el Regimiento de Arribeños.
Pasó al interior durante la expedición de 1810, y puede que haya peleado en Suipacha, Tucumán y Salta. Más tarde residió algún tiempo en Córdoba, y acompañó al general Ocampo de regreso a La Rioja.
Peleó en varias de las campañas del caudillo federal Facundo Quiroga, destacándose en las de El Puesto, contra Dávila, y en la campaña contra los unitarios de la provincia de San Juan. Fue varias veces diputado provincial, y gobernador delegado de los titulares Galván y Del Moral. Cuando este último decidió festejar la derrota de Quiroga en la batalla de La Tablada, fue sorprendido por la rápida recuperación del caudillo vencido y prefirió huir, dejando a Villafañe como gobernador provisional.
No era el hombre fuerte de la situación: Quiroga dominaba la provincia, y en su ausencia, el general Benito Villafañe hizo dos campañas en las provincias de Mendoza y Catamarca. Pero en ausencia de los dos generales, don Gaspar mantuvo el orden.
Tras la derrota de Oncativo, en 1830, el general Benito Villafañe firmó el tratado de Serrezuela, por el que dejaba las armas y el mando militar en manos del gobernador. Éste, de acuerdo con el general Lamadrid, que estaba invadiendo la provincia, llamó a elecciones. Resultó elegido gobernador Benito Villafañe.
Lamadrid no aceptó el resultado, y ocupó el gobierno como dictador militar. Su antecesor no opuso resistencia, y en el acto de asunción del general tucumano pronunció un largo discurso sobre la libertad que acababan de conseguir, tras las penurias sufridas a manos del tirano Quiroga, y alabando a sus libertadores Lamadrid y Paz.
Al año siguiente, el caudillo Tomás Brizuela recuperó La Rioja para los federales, y Villafañe fue arrestado y pasó varios meses en prisión por su discurso ante Lamadrid. Recién cuando el general Quiroga se instaló en La Rioja, varios meses más trarde, ordenó que lo dejaran en libertad.
Falleció en La Rioja en septiembre de 1845.